# (23886) Toshihamane
(23886) Toshihamane est un astéroïde de la ceinture principale.

## Description
(23886) Toshihamane est un astéroïde de la ceinture principale. Il fut découvert le 17 septembre 1998 à la station Anderson Mesa par le programme LONEOS. Il présente une orbite caractérisée par un demi-grand axe de 3,13 UA, une excentricité de 0,12 et une inclinaison de 18,3° par rapport à l'écliptique.

## Compléments